# Вознесенське (Чернігівський район)
Вознесе́нське (до 2016 року — Уля́нівка) — село в Україні, у Киселівській сільській громаді Чернігівського району Чернігівської області. Населення становить 577 осіб. До 2020 орган місцевого самоврядування — Вознесенська сільська рада.

## Історія
Село виникло, як козацьке поселення у середині XVII ст. Вперше згадується в 1669 році в універсалі гетьмана Многогрішного. Давня назва села — Свинь. В 1926 році село перейменовано на Володимирівку, а згодом в Улянівку (1930-і). Постановою Верховної Ради України від 17 березня 2016 року, за № 1037-VIII було перейменовано на село Вознесенське.
12 червня 2020 року, відповідно до розпорядження Кабінету Міністрів України № 730-р «Про визначення адміністративних центрів та затвердження територій територіальних громад Чернігівської області», увійшло до складу Киселівської сільської громади.
19 липня 2020 року, в результаті адміністративно - територіальної реформи та ліквідації Чернігівського району, село увійшло до складу новоутвореного Чернігівського району Чернігівської області.
1901 р. побудовано земську школу.

### Вознесенська церква
У 1921 році чернігівський єпископ Пахомій (Кедров) направив у Вознесенське (тоді ще Свинь) ієромонаха священика Аліпія настоятелем. Того ж року парафіяни збудували невелику капличку на колишньому кладовищі, а вже наступного року поряд з нею почали зведення церкви. Будівництво дерев'яної Вознесенської церкви було закінчено протягом наступних років, а 1925 р. вже закінчувалося будівництво дзвіниці. Крім того, релігійній громаді належав будинок, збудований у 1921—1922 рр. з «бревен и глины» для Аліпія.
Навесні 1924 р. віруючі звернулися до патріарха Тихона з клопотанням про нагородження Аліпія «как ревностного строителя храма и ревнителя религии» камілавкою та підвищенням в сані. Це клопотання було передане до сільради для завірення. Але Чернігівська окружна ліквідаційна комісія по відокремленню церкви від держави притягнула популярність Аліпія до справи антирадянської змови на селі. Згідно з цим, у липні 1925 року було проведено обшуки в будинках церковної громади.

### Переселення мешканців Локотькова
У 1990-х до села були переселені мешканці села Локотьків, територія якого була забрудена радіацією. Для них на новому місці були збудовані будинки.

## Населення

### Мова
Розподіл населення за рідною мовою за даними перепису 2001 року:
| Мова            | Кількість | Відсоток |
| --------------- | --------- | -------- |
| українська      | 559       | 96.88%   |
| російська       | 15        | 2.60%    |
| білоруська      | 2         | 0.35%    |
| інші/не вказали | 1         | 0.17%    |
| Усього          | 577       | 100%     |

## Галерея

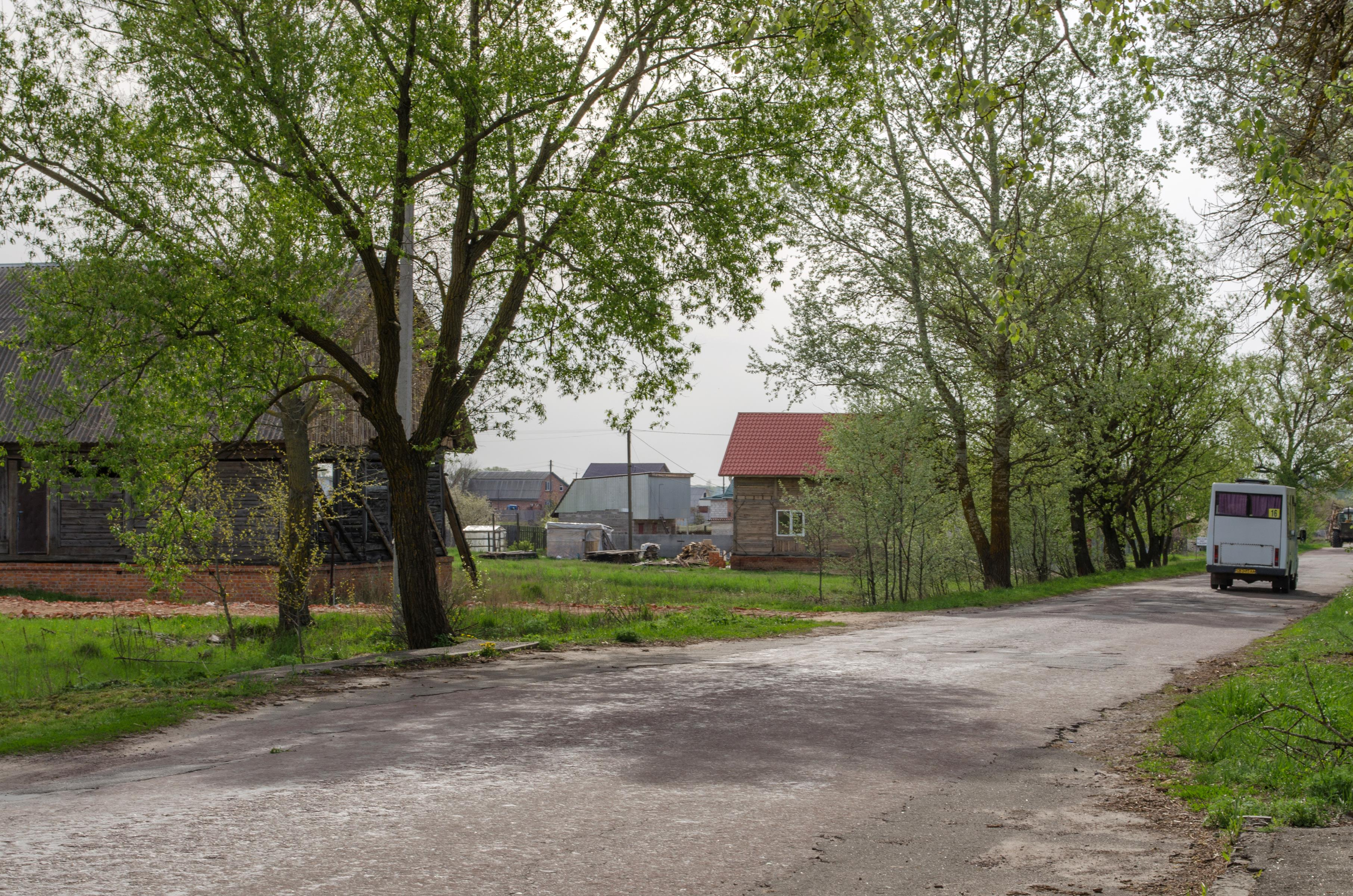
В'їзд у село
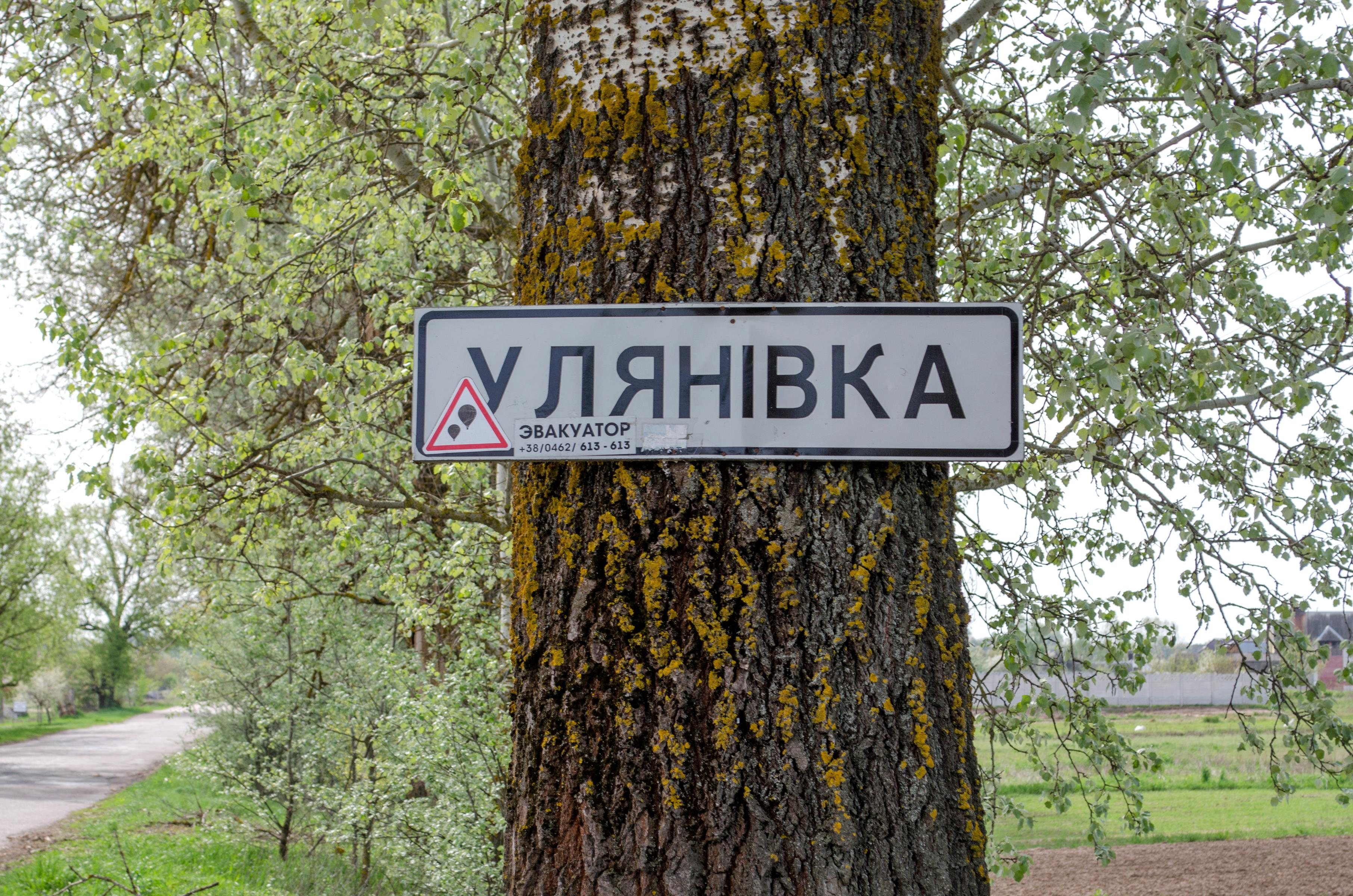
Табличка на в'їзді
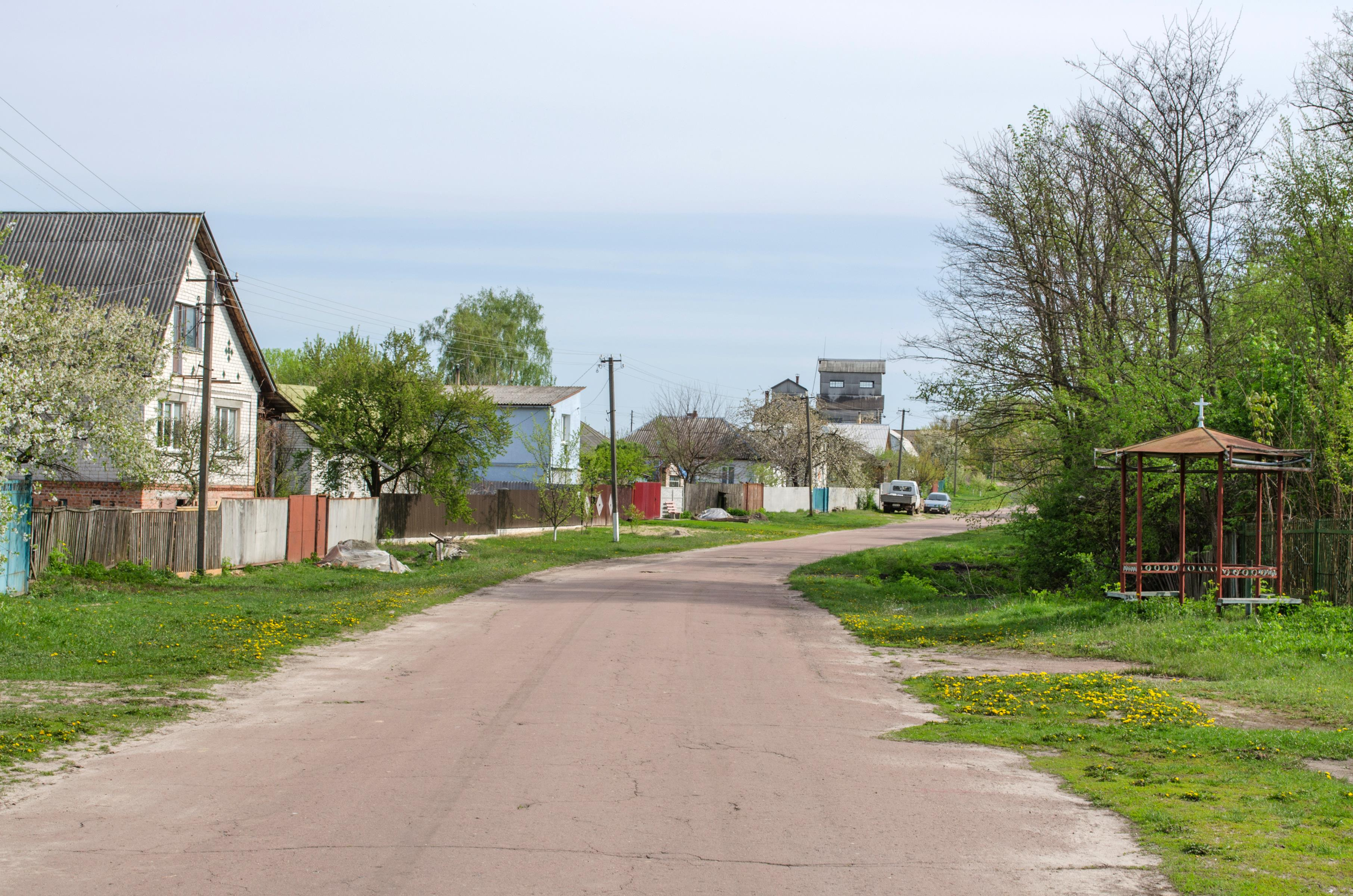
Вулиця
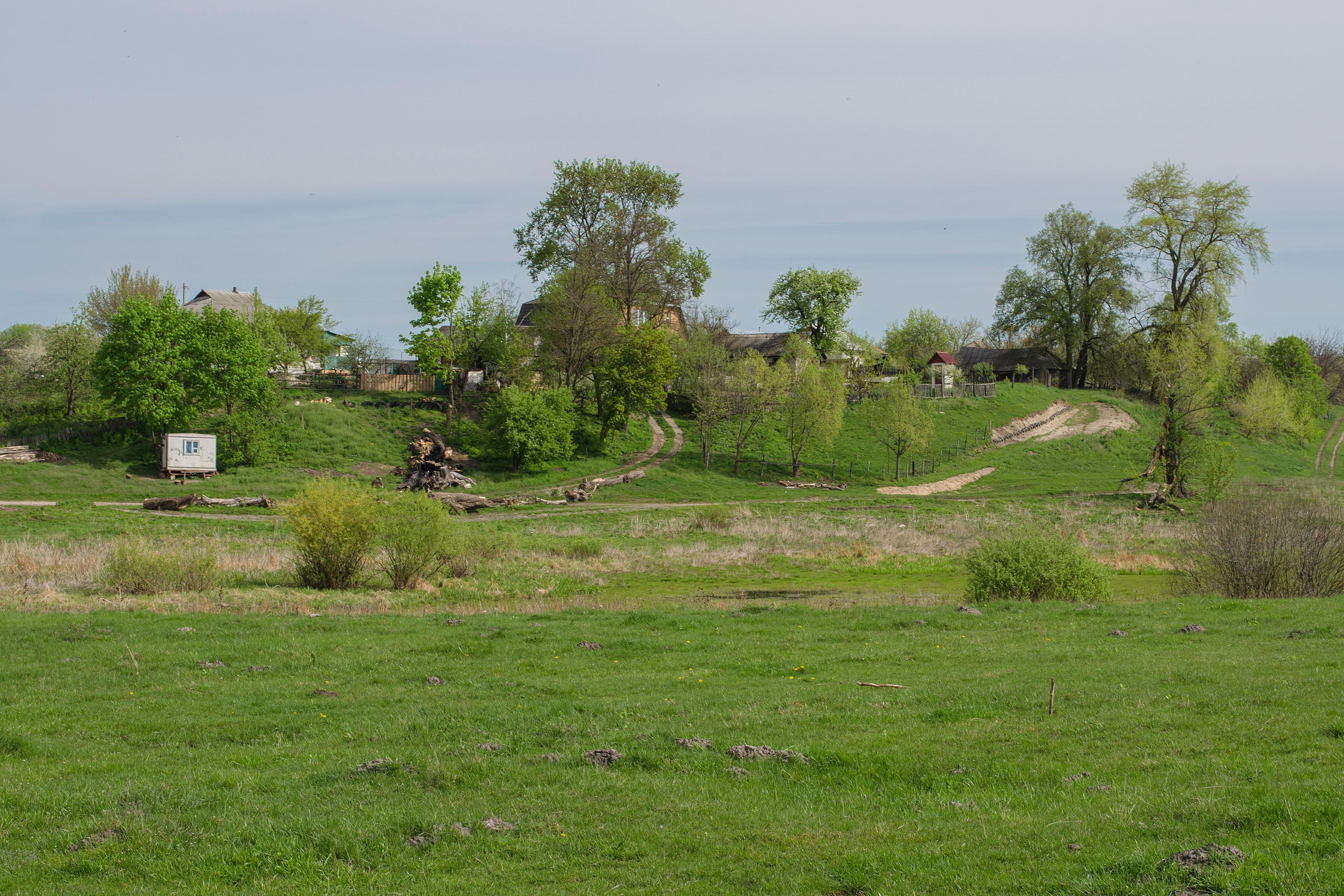
Сільський пейзаж
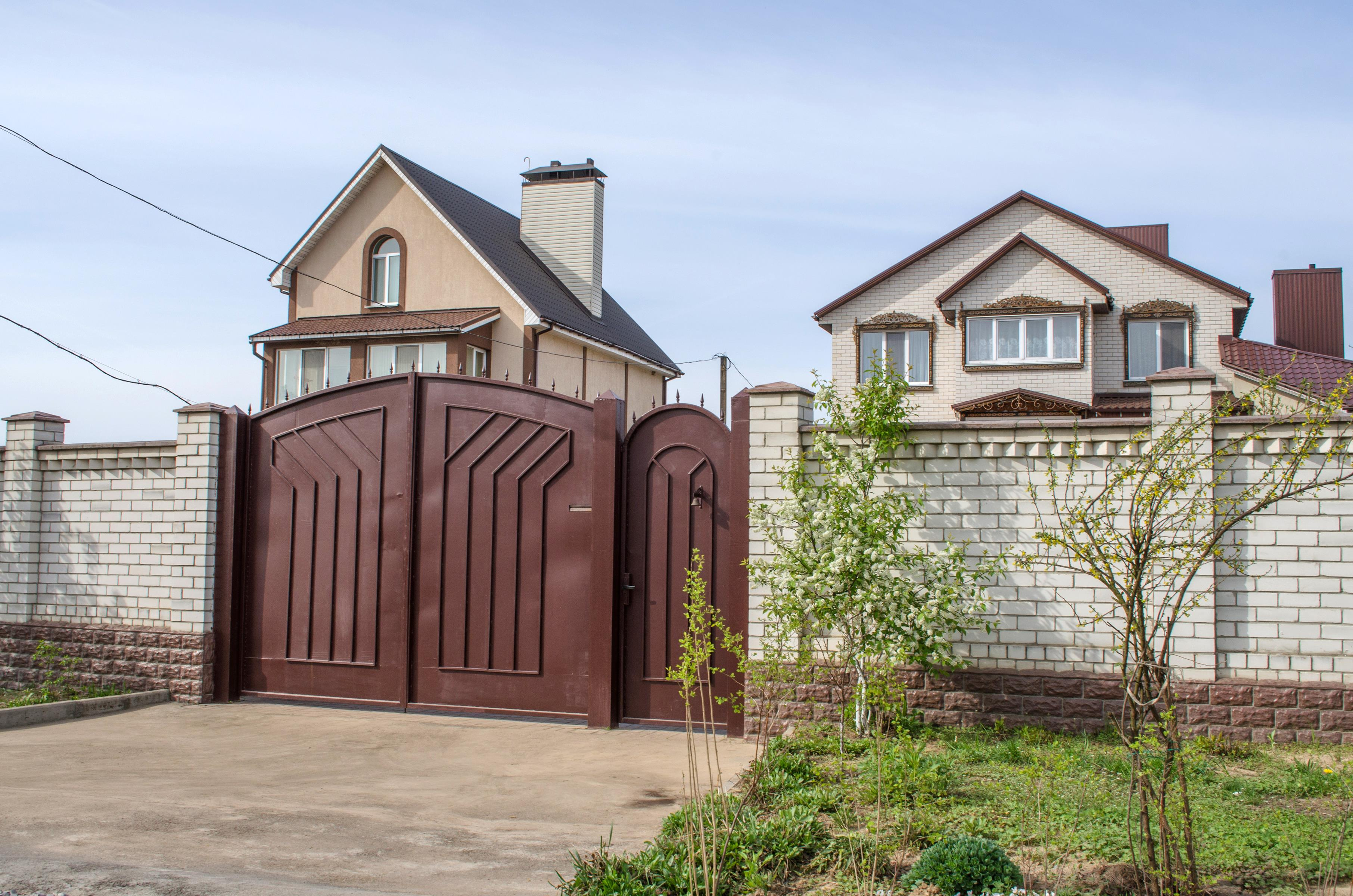
Житловий будинок
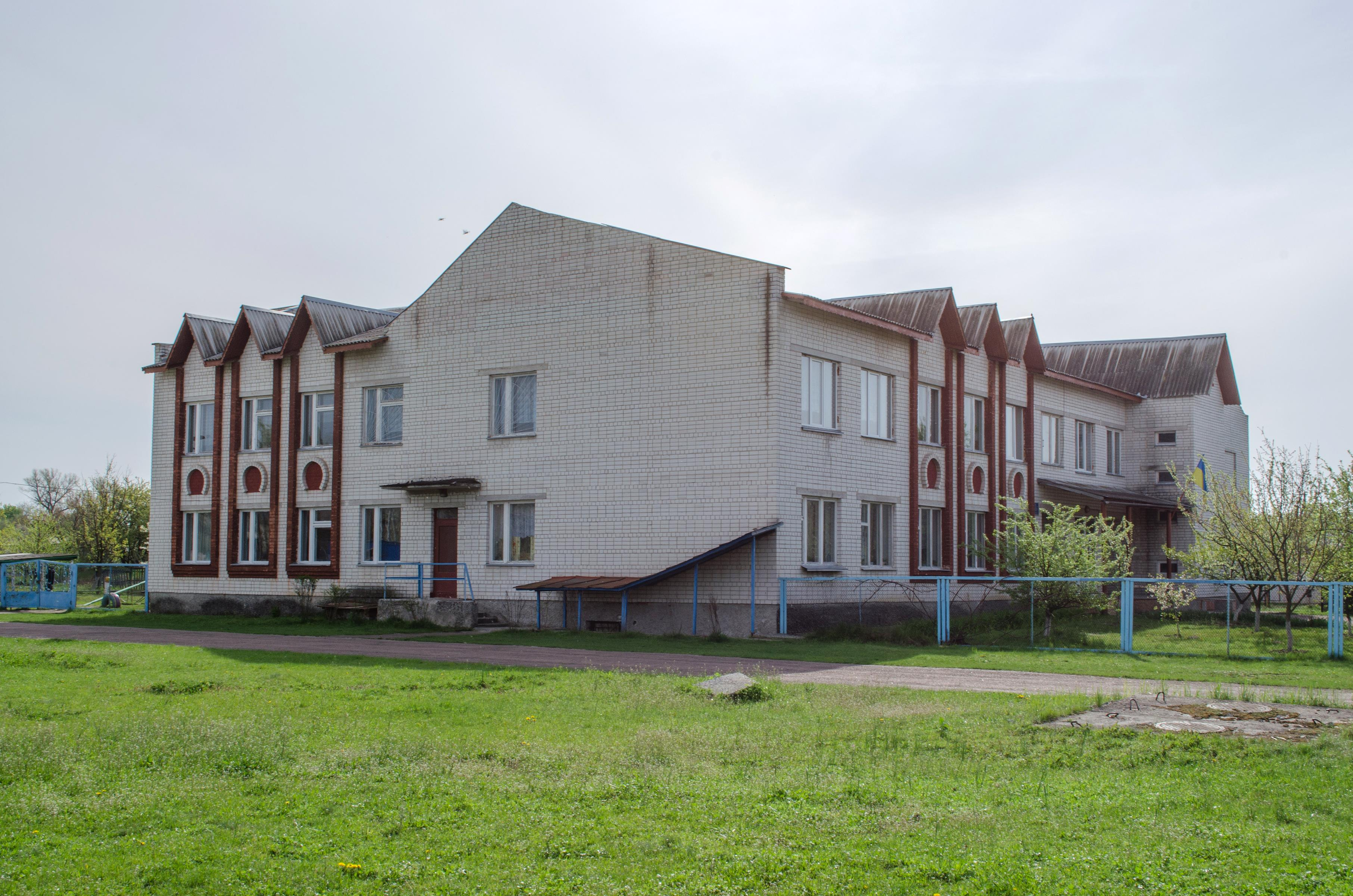
Адмінбудівля
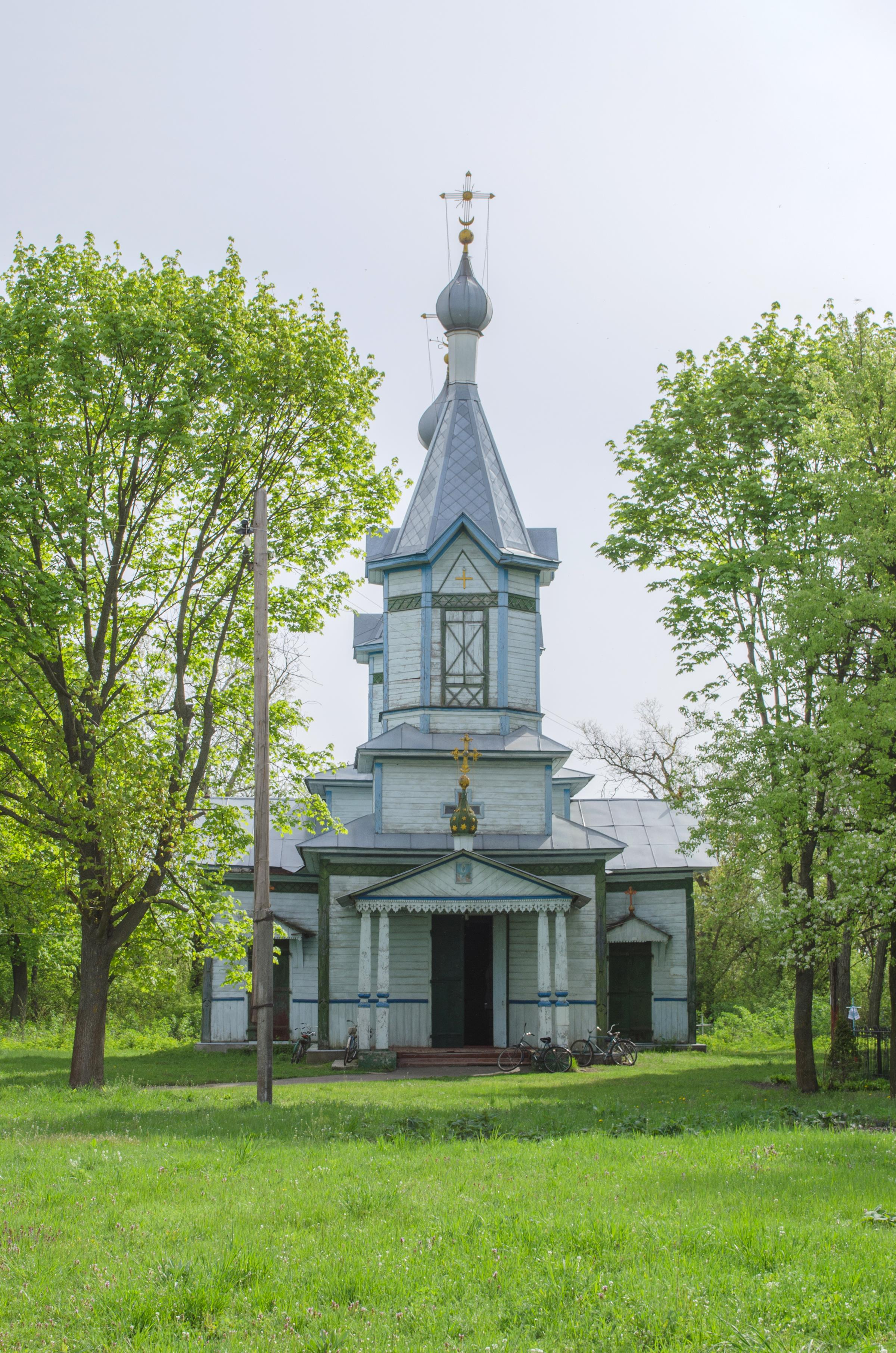
Церква
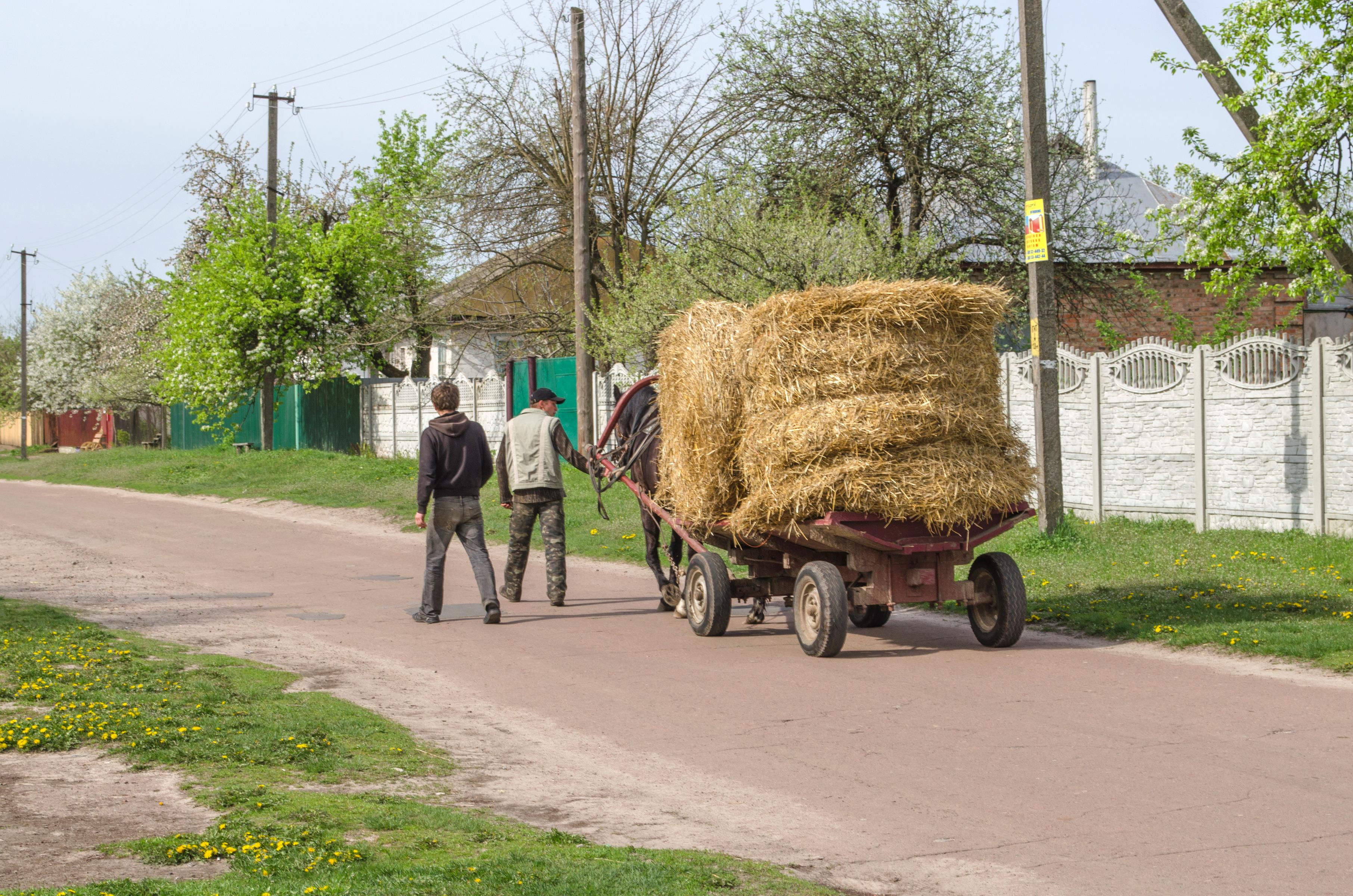
Гужовий транспорт
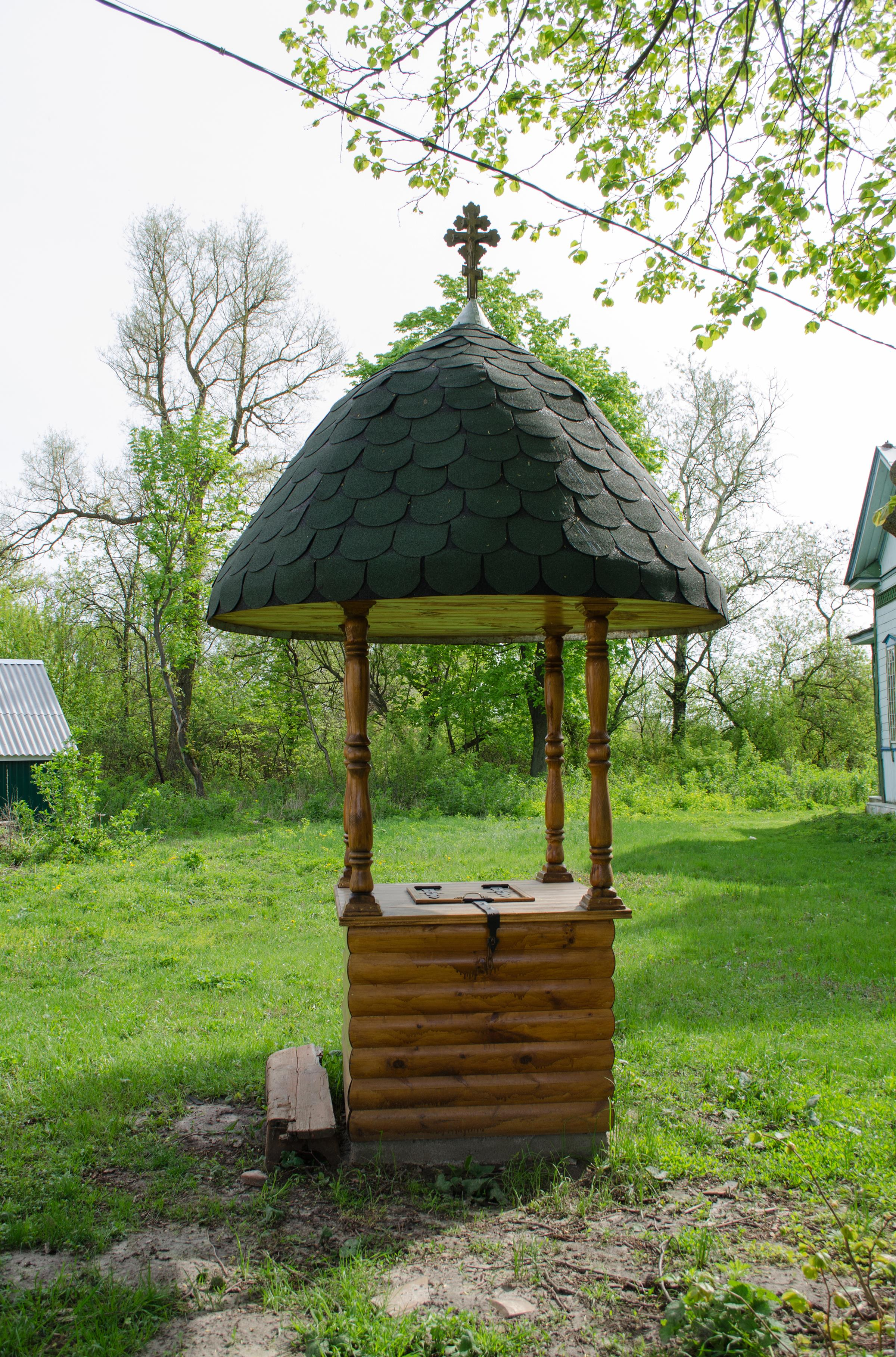
Колодязь
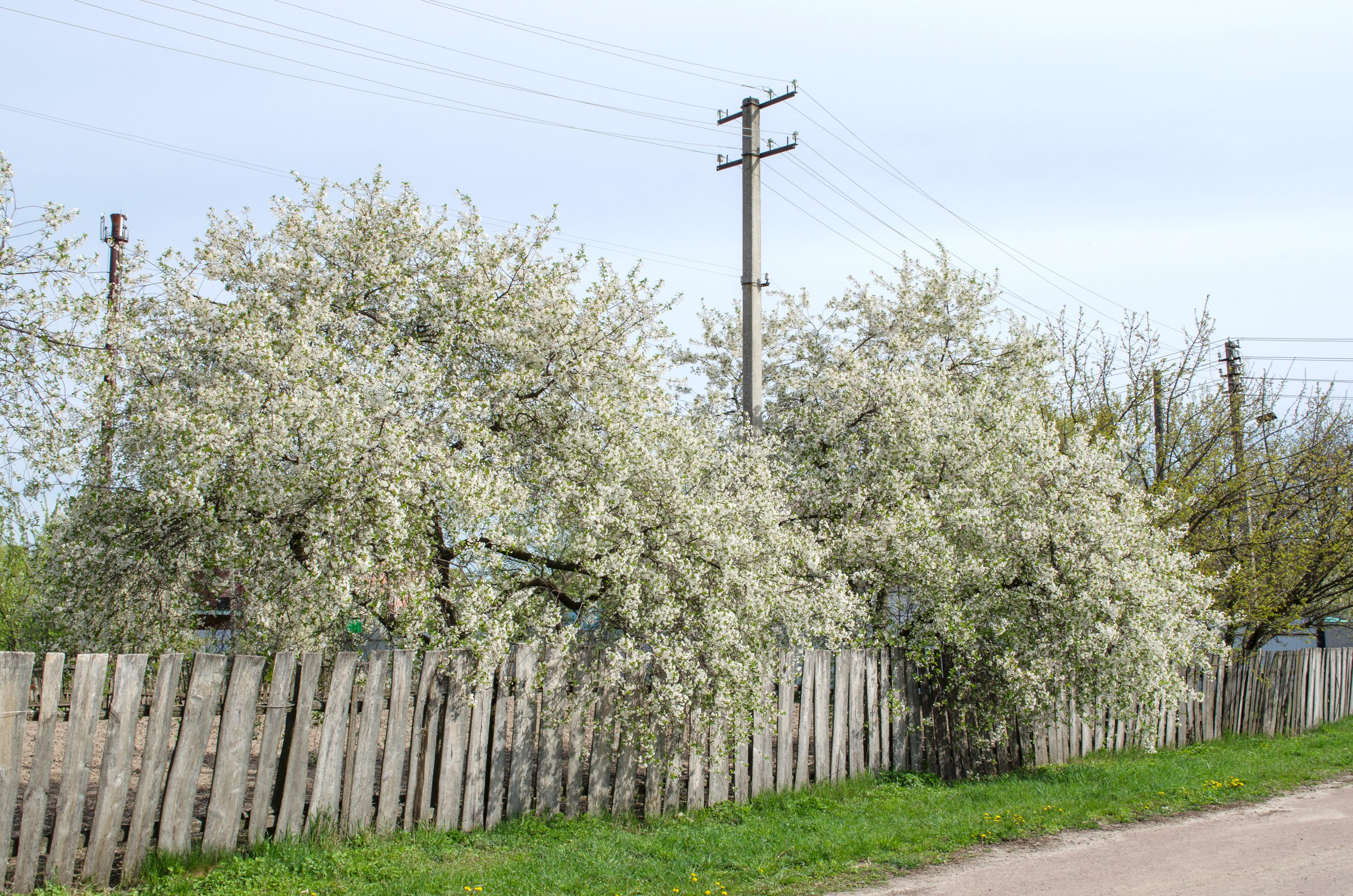
Цвітуть вишні
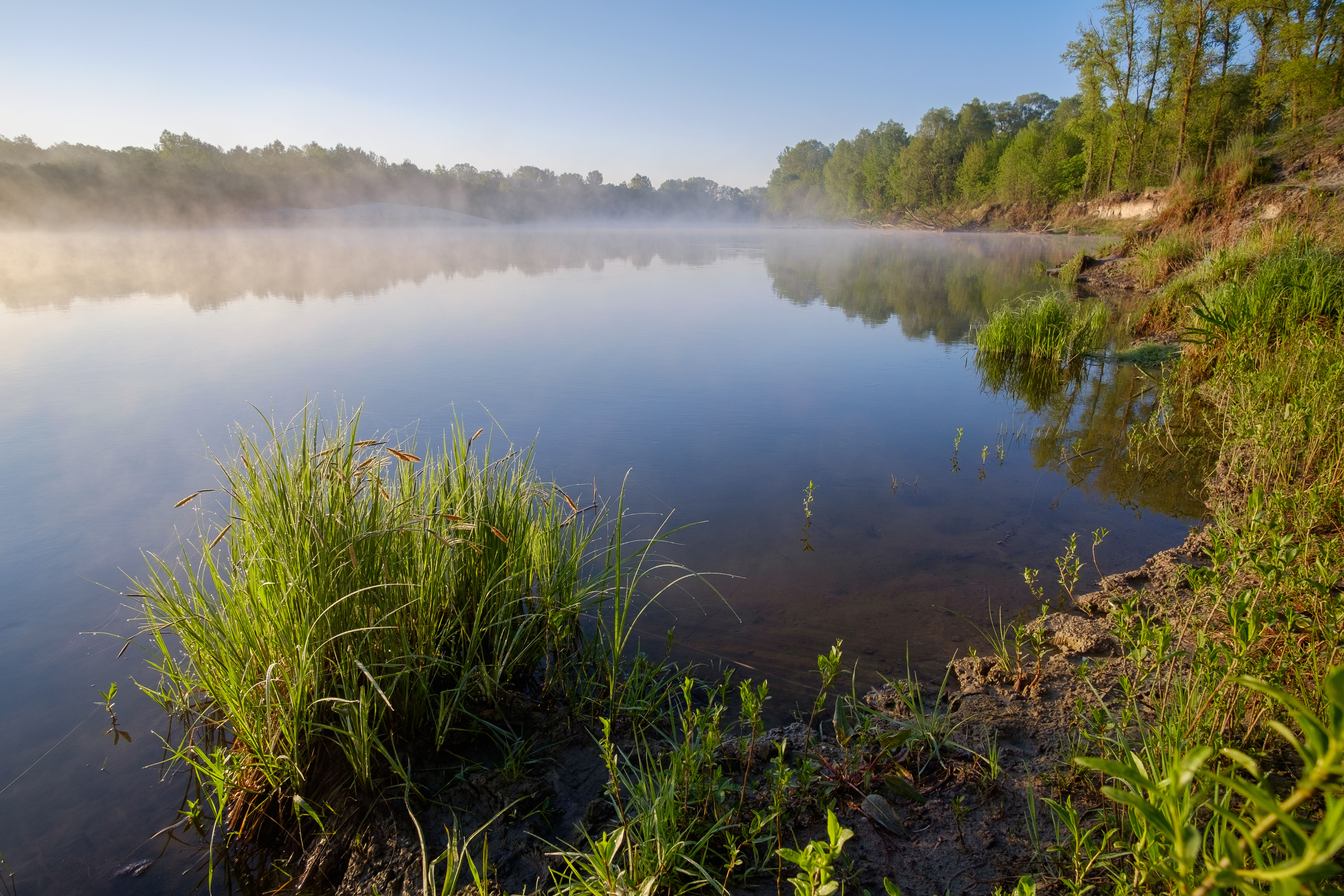
Десна зранку біля села, 11 травня 2020

## Постаті
- Лобас Петро Павлович (* 1947) — український самбіст й дзюдоїст, тренер, почесний працівник фізичної культури та спорту.